# 1991 a filmművészetben

## Események
- december – Az Orion Pictures bankcsődöt jelent be saját maga ellen. Tartozása szeptemberben eléri az 550 millió dollárt. Az Orion részvények értéke két éven belül 15,25 dollárról 1,25 dollárra zuhan.

## Sikerfilmek
| #  | cím                              | stúdió    | összbevétel  | észak-amerikai bevétel | gyártási költség |
| -- | -------------------------------- | --------- | ------------ | ---------------------- | ---------------- |
| 1  | Terminátor 2. – Az ítélet napja  | TriStar   | $519 843 345 | $204 843 345           | $102 000         |
| 2  | Robin Hood, a tolvajok fejedelme | Warner    | $390 493 908 | $165 493 908           | $48 000          |
| 3  | A szépség és a szörnyeteg        | Disney    | $377 350 553 | $171 350 553           | $25 000          |
| 4  | Hook                             | TriStar   | $300 854 823 | $119 654 823           | $70 000          |
| 5  | A bárányok hallgatnak            | Orion     | $272 742 922 | $130 742 922           | $19 000          |
| 6  | JFK – A nyitott dosszié          | Warner    | $205 405 498 | $70 405 498            | $40 000          |
| 7  | Addams Family – A galád család   | Paramount | $191 502 426 | $113 502 426           | $30 000          |
| 8  | Cape Fear – A rettegés foka      | Universal | $182 291 969 | $79 091 969            | $35 000          |
| 9  | Nagy durranás                    | Fox       | $181 096 164 | $69 467 617            | $26 000          |
| 10 | Irány Colorado!                  | Columbia  | $179 033 791 | $124 033 791           | $27 000          |

## Filmbemutatók

### Magyar filmek
| Cím                    | Rendező         |
| ---------------------- | --------------- |
| Árnyék a havon         | Janisch Attila  |
| Éljen anyád!           | Ács Miklós      |
| Félálom                | Rózsa János     |
| Halálutak és angyalok  | Kamondi Zoltán  |
| Hamis a baba           | Bujtor István   |
| A hercegnő és a kobold | Gémes József    |
| Isten hátrafelé megy   | Jancsó Miklós   |
| Ítéletlenül            | Bán János       |
| Itt a szabadság!       | Vajda Péter     |
| Könyörtelen idők       | Sára Sándor     |
| Magyar rekviem         | Makk Károly     |
| Melodráma              | Gothár Péter    |
| Pá, drágám!            | Felvidéki Judit |
| Szerelmes szívek       | Dobray György   |
| Szoba kiáltással       | Xantus János    |
| Sztálin menyasszonya   | Bacsó Péter     |
| Vörös vurstli          | Molnár György   |

### Észak-amerikai, országos bemutatók
január – december

| Magyar cím                                  | Eredeti cím                                             | Rendező                             | Stúdió / Forgalmazó    | [ 7 ] |
| ------------------------------------------- | ------------------------------------------------------- | ----------------------------------- | ---------------------- | ----- |
| Addams Family – A galád család              | The Addams Family                                       | Barry Sonnenfeld                    | Paramount Pictures     |       |
| Az agyamra mész!                            | Dutch                                                   | Peter Faiman                        | 20th Century Fox       |       |
| A bárányok hallgatnak                       | The Silence of the Lambs                                | Jonathan Demme                      | Orion Pictures         |       |
| Bill és Ted haláli túrája                   | Bill & Ted's Bogus Journey                              | Peter Hewitt                        | Orion Pictures         |       |
| Billy Bathgate                              | Billy Bathgate                                          | Robert Benton                       | Buena Vista            |       |
| Bingó                                       | Bingo                                                   | Matthew Robbins                     | TriStar Pictures       |       |
| Bugsy                                       | Bugsy                                                   | Barry Levinson                      | TriStar Pictures       |       |
| Cape Fear – A rettegés foka                 | Cape Fear                                               | Martin Scorsese                     | Universal Pictures     |       |
| Csak egy lövés                              | Regarding Henry                                         | Mike Nichols                        | Paramount Pictures     |       |
| Csak semmi érzelem                          | Strictly Business                                       | Kevin Hooks                         | Warner Bros.           |       |
| Csere-bere páros                            | The Butcher's Wife                                      | Terry Hughes                        | Paramount Pictures     |       |
| Csupasz pisztoly 2 és 1/2                   | The Naked Gun 2½: The Smell of Fear                     | David Zucker                        | Paramount Pictures     |       |
| Doc Hollywood                               | Doc Hollywood                                           | Michael Caton-Jones                 | Warner Bros.           |       |
| A doktor                                    | The Doctor                                              | Randa Haines                        | Buena Vista            |       |
| The Doors                                   | The Doors                                               | Oliver Stone                        | TriStar Pictures       |       |
| Drog                                        | Rush                                                    | Lili Fini Zanuck                    | Metro-Goldwyn-Mayer    |       |
| Dupla dinamit                               | Double Impact                                           | Sheldon Lettich                     | Columbia Pictures      |       |
| Dzsungelláz                                 | Jungle Fever                                            | Spike Lee                           | Universal Pictures     |       |
| Egy ágyban az ellenséggel                   | Sleeping with the Enemy                                 | Joseph Ruben                        | 20th Century Fox       |       |
| Egy gazdag lány                             | Rich Girl                                               | Joel Bender                         | Studio Three           |       |
| Egy jó zsaru                                | One Good Cop                                            | Heywood Gould                       | Buena Vista            |       |
| Az élet büdös                               | Life Stinks                                             | Mel Brooks                          | Metro-Goldwyn-Mayer    |       |
|                                             | Ernest Scared Stupid                                    | John R. Cherry III                  | Buena Vista            |       |
| Az erőszak éve                              | Year of the Gun                                         | John Frankenheimer                  | Triumph Releasing      |       |
| Eszelős szívatás                            | Nothing But Trouble                                     | Dan Aykroyd                         | Warner Bros.           |       |
| Farkangyal                                  | Switch                                                  | Blake Edwards                       | Warner Bros.           |       |
| Fehér Agyar                                 | White Fang                                              | Randal Kleiser                      | Buena Vista            |       |
| Feketelistán                                | Guilty by Suspicion                                     | Irwin Winkler                       | Warner Bros.           |       |
| Fekete vidék                                | Boyz N the Hood                                         | John Singleton                      | Columbia Pictures      |       |
|                                             | The Five Heartbeats                                     | Robert Townsend                     | 20th Century Fox       |       |
| Fogd a nőt fuss!                            | The Marrying Man                                        | Jerry Rees                          | Buena Vista            |       |
| Fogd a nőt és ne ereszd!                    | Career Opportunities                                    | Bryan Gordon                        | Universal Pictures     |       |
| Folytatásos forgatás                        | Soapdish                                                | Michael Hoffman                     | Paramount Pictures     |       |
| Folt a zsákját                              | Another You                                             | Maurice Phillips                    | TriStar Pictures       |       |
| Földi paradicsom                            | Paradise                                                | Mary Agnes Donoqhue                 | Buena Vista            |       |
| Freddy halála: Az utolsó rémálom            | Freddy's Dead: The Final Nightmare                      | Rachel Talalay                      | New Line Cinema        |       |
| Gézengúzok karácsonya                       | All I Want for Christmas                                | Robert Lieberman                    | Paramount Pictures     |       |
| Grand Canyon – A város szíve                | Grand Canyon                                            | Lawrence Kasdan                     | 20th Century Fox       |       |
| Gyerekjáték 3.                              | Child's Play 3                                          | Jack Bender                         | Universal Pictures     |       |
| Gyilkos testrész                            | Body Parts                                              | Eric Red                            | Paramount Pictures     |       |
| Halálcsók                                   | A Kiss Before Dying                                     | James Dearden                       | Universal Pictures     |       |
| A halászkirály legendája                    | The Fisher King                                         | Terry Gilliam                       | TriStar Pictures       |       |
| Harley Davidson és a Marlboro Man           | Harley Davidson and the Marlboro Man                    | Simon Wincer                        | Metro-Goldwyn-Mayer    |       |
| A háziúr                                    | The Super                                               | Rod Daniel                          | 20th Century Fox       |       |
| A hegylakó visszatér                        | Highlander II: The Quickening                           | Russell Mulcahy                     | Interstar              |       |
| Hideg, mint a kő                            | Stone Cold                                              | Craig R. Baxley                     | Columbia Pictures      |       |
| Holtpont                                    | Point Break                                             | Kathryn Bigelow                     | 20th Century Fox       |       |
| Hook                                        | Hook                                                    | Steven Spielberg                    | TriStar Pictures       |       |
| Hudson Hawk – Egy mestertolvaj aranyat ér   | Hudson Hawk                                             | Michael Lehmann                     | TriStar Pictures       |       |
| Hullámok hercege                            | The Prince of Tides                                     | Barbra Streisand                    | Columbia Pictures      |       |
| Huncutka                                    | Curly Sue                                               | John Hughes                         | Warner Bros.           |       |
| Az igazi                                    | Once Around                                             | Lasse Hallström                     | Universal Pictures     |       |
| Intruderek támadása                         | Flight of the Intruder                                  | John Milius                         | Paramount Pictures     |       |
| Ínyencfalat                                 | Delirious                                               | Tom Mankiewicz                      | Metro-Goldwyn-Mayer    |       |
| Irány Colorado!                             | City Slickers                                           | Ron Underwood                       | Columbia Pictures      |       |
| Isten nem ver Bobbal                        | What About Bob?                                         | Frank Oz                            | Buena Vista            |       |
| Jelenetek egy áruházból                     | Scenes from a Mall                                      | Paul Mazursky                       | Buena Vista            |       |
| JFK – A nyitott dosszié                     | JFK                                                     | Oliver Stone                        | Warner Bros.           |       |
| Jobb ma egy zsaru, mint holnap kettő        | The Hard Way                                            | John Badham                         | Universal Pictures     |       |
| A jog hálójában                             | Defenseless                                             | Martin Campbell                     | New Line Cinema        |       |
| Kipurcant a bébicsősz, anyának egy szót se! | Don't Tell Mom the Babysitter's Dead                    | Stephen Herek                       | Warner Bros.           |       |
| Kopaszoknak szeretettel                     | For the Boys                                            | Mark Rydell                         | 20th Century Fox       |       |
| Korpa között                                | True Identity                                           | Charles Lane                        | Buena Vista            |       |
| Krumplirózsa                                | Frankie and Johnny                                      | Garry Marshall                      | Paramount Pictures     |       |
| Külvárosi kommandó                          | Suburban Commando                                       | Burt Kennedy                        | New Line Cinema        |       |
| Lánglovagok                                 | Backdraft                                               | Ron Howard                          | Universal Pictures     |       |
| Lányom nélkül soha                          | Not Without My Daughter                                 | Brian Gilbert                       | Metro-Goldwyn-Mayer    |       |
| L.A. Story – Az őrült város                 | L.A. Story                                              | Mick Jackson                        | TriStar Pictures       |       |
|                                             | Late for Dinner                                         | W.D. Richter                        | Columbia Pictures      |       |
|                                             | Livin' Large!                                           | Michael Schultz                     | Samuel Goldwyn Company |       |
| Madonnával az ágyban                        | Madonna: Truth or Dare                                  | Alek Keshishian és Mark Aldo Miceli | Miramax Films          |       |
| Mama pici fia                               | Only the Lonely                                         | Chris Columbus                      | 20th Century Fox       |       |
| Más mint a többiek                          | Little Man Tate                                         | Jodie Foster                        | Orion Pictures         |       |
| Megcsalatva                                 | Deceived                                                | Damian Harris                       | Buena Vista            |       |
| Meghalsz újra                               | Dead Again                                              | Kenneth Branagh                     | Paramount Pictures     |       |
| Mesés Amerika: Egérke Vadnyugaton           | An American Tail: Fievel Goes West                      | Phil Nibbelink és Simon Wells       | Universal Pictures     |       |
| Micsoda buli 2.                             | House Party 2                                           | George Jackson és Doug McHenry      | New Line Cinema        |       |
| Mondom vagy mondod?                         | He Said, She Said                                       | Ken Kwapis és Marisa Silver         | Paramount Pictures     |       |
| My Girl – Az első szerelem                  | My Girl                                                 | Howard Zieff                        | Columbia Pictures      |       |
|                                             | My Heroes Have Always Been Cowboys                      | Stuart Rosenberg                    | Samuel Goldwyn Company |       |
| Nagy durranás                               | Hot Shots!                                              | Jim Abrahams                        | 20th Century Fox       |       |
| A nagy hajótörés                            | Haakon Haakonsen                                        | Nils Gaup                           | Buena Vista            |       |
| A nagy likvidátor                           | Other People's Money                                    | Norman Jewison                      | Warner Bros.           |       |
| Ne folytassa, felség!                       | King Ralph                                              | David S. Ward                       | Universal Pictures     |       |
| Négykezes géppisztolyra                     | Mobsters                                                | Michael Karbelnikoff                | Universal Pictures     |       |
| New Jack City                               | New Jack City                                           | Mario Van Peebles                   | Warner Bros.           |       |
| Oroszlánszív                                | Lionheart                                               | Sheldon Lettich                     | Universal Pictures     |       |
| Oscar                                       | Oscar                                                   | John Landis                         | Buena Vista            |       |
| Öldöklő vágyak                              | Mortal Thoughts                                         | Alan Rudolph                        | Columbia Pictures      |       |
| Az örömapa                                  | Father of the Bride                                     | Charles Shyer                       | Buena Vista            |       |
|                                             | Popcorn                                                 | Mark Herrier                        | Studio Three           |       |
| A próbababa 2.                              | Mannequin 2: On the Move                                | Stewart Raffill                     | 20th Century Fox       |       |
| A pusztítás hírnöke                         | Eve of Destruction                                      | Duncan Gibbins                      | Orion Pictures         |       |
| Rémségek háza                               | The People Under the Stairs                             | Wes Craven                          | Universal Pictures     |       |
| Robin Hood, a tolvajok fejedelme            | Robin Hood: Prince of Thieves                           | Kevin Reynolds                      | Warner Bros.           |       |
| Rocketeer                                   | The Rocketeer                                           | Joe Johnston                        | Buena Vista            |       |
| Rock 'n' roll sztori                        | Shout                                                   | Jeffrey Hornaday                    | Universal Pictures     |       |
| Rögbi-bunda                                 | Necessary Roughness                                     | Stan Dragoti                        | Paramount Pictures     |       |
|                                             | Run                                                     | Geoff Burrowes                      | Buena Vista            |       |
| Spionfióka                                  | If Looks Could Kill                                     | William Dear                        | Warner Bros.           |       |
| Star Trek VI: A nem ismert tartomány        | Star Trek VI: The Undiscovered Country                  | Nicholas Meyer                      | Paramount Pictures     |       |
| Sült, zöld paradicsom                       | Fried Green Tomatoes                                    | Jon Avnet                           | Universal Pictures     |       |
| Személyes ügy                               | Class Action                                            | Michael Apted                       | 20th Century Fox       |       |
| A szerelem erejével                         | Dying Young                                             | Joel Schumacher                     | 20th Century Fox       |       |
| Szilánkok                                   | Shattered                                               | Wolfgang Petersen                   | Metro-Goldwyn-Mayer    |       |
| Szívgalopp                                  | Wild Hearts Can't Be Broken                             | Steve Miner                         | Buena Vista            |       |
| A Szépség és a Szörnyeteg                   | Beauty and the Beast                                    | Gary Trousdale és Kirk Wise         | Buena Vista            |       |
| Szombat esti frász                          | Mystery Date                                            | Jonathan Wacks                      | Orion Pictures         |       |
| Szűnj meg, Fred!                            | Drop Dead Fred                                          | Ate de Jong                         | New Line Cinema        |       |
| Talpig zűrben 2.                            | Problem Child 2                                         | Brian Levant                        | Universal Pictures     |       |
| Terminátor 2.: Az ítélet napja              | Terminator 2: Judgment Day                              | James Cameron                       | TriStar Pictures       |       |
| A terror iskolája                           | Toy Soldiers                                            | Daniel Petrie Jr.                   | TriStar Pictures       |       |
| Thelma és Louise                            | Thelma & Louise                                         | Ridley Scott                        | 20th Century Fox       |       |
| Tigristánc                                  | The Perfect Weapon                                      | Mark DiSalle                        | Paramount Pictures     |       |
| Tini nindzsa teknőcök II.: A trutymó titka  | Teenage Mutant Ninja Turtles II: The Secret of the Ooze | Michael Pressman                    | New Line Cinema        |       |
| Tiszta szerencse                            | Pure Luck                                               | Nadia Tass                          | Universal Pictures     |       |
| Törvényre törve                             | Out for Justice                                         | John Flynn                          | Warner Bros.           |       |
| Tranzit a mindenhatóhoz                     | Defending Your Life                                     | Albert Brooks                       | Warner Bros.           |       |
| Trükkös halál 2.                            | F/X 2                                                   | Richard Franklin                    | Orion Pictures         |       |
| Az utolsó cserkész                          | The Last Boy Scout                                      | Tony Scott                          | Warner Bros.           |       |
| Végtelen történet II.: Az új fejezet        | The Neverending Story II: The Next Chapter              | George Miller                       | Warner Bros.           |       |
| Visszakézből                                | Ricochet                                                | Russell Mulcahy                     | Warner Bros.           |       |
| Visszatérés a kék lagúnába                  | Return to the Blue Lagoon                               | William A. Graham                   | Columbia Pictures      |       |
| V mint Viktória                             | V.I. Warshawski                                         | Jeff Kanew                          | Buena Vista            |       |

### További bemutatók
| Magyar cím              | Eredeti cím              | Rendező                         | [ 7 ] |
| ----------------------- | ------------------------ | ------------------------------- | ----- |
| Aranyláncok             | Chains of Gold           | Rod Holcomb                     |       |
| Delicatessen            | Delicatessen             | Marc Caro és Jean-Pierre Jeunet |       |
| Európa                  | Europa                   | Lars von Trier                  |       |
| Leszámolás Kis-Tokióban | Showdown in Little Tokyo | Mark L. Lester                  |       |
| Mediterraneo            | Mediterraneo             | Gabriele Salvatores             |       |
| Paprika                 | Paprika                  | Tinto Brass                     |       |

## Díjak, fesztiválok
- Oscar-díj (március 25.)
  - Film: Farkasokkal táncoló
  - Rendező: Kevin Costner – Farkasokkal táncoló
  - Férfi főszereplő: Jeremy Irons – A szerencse forgandó
  - Női főszereplő: Kathy Bates – Tortúra
  - Külföldi film: A remény útja
- 16. César-gála (március 3.)
  - Film: Cyrano de Bergerac, rendezte Jean-Paul Rappeneau
  - Rendező: Jean-Paul Rappeneau, Cyrano de Bergerac
  - Férfi főszereplő: Gérard Depardieu, Cyrano de Bergerac
  - Női főszereplő: Anne Parillaud, Nikita
  - Külföldi film: Holt költők társasága, rendezte Peter Weir
- 1991-es cannes-i filmfesztivál
  - Arany Pálma: Barton Fink (Hollywoodi lidércnyomás) – rendező: Ethan Coen és Joel Coen
  - A zsűri nagydíja: La belle noiseuse (A szép bajkeverő) – rendező: Jacques Rivette
  - A zsűri díja:
    - Europa (Európa) – rendező: Lars von Trier
    - Hors la vie (Életen kívül) – rendező: Maroun Bagdadi

  - Legjobb rendezés díja: Barton Fink (Hollywoodi lidércnyomás) – rendező: Ethan Coen és Joel Coen
  - Legjobb női alakítás díja: Irène Jacob – La double vie de Véronique (Veronika kettős élete)
  - Legjobb férfi alakítás díja: John Turturro – Barton Fink (Hollywoodi lidércnyomás)
  - Legjobb mellékszereplő díja: Samuel L. Jackson – Jungle Fever (Dzsungelláz)
- Berlini Nemzetközi Filmfesztivál (február 15–26)
  - Arany Medve: A mosoly háza – Marco Ferreri
  - Rendező: Ricky Tognazzi – A kemény mag és Jonathan Demme – A bárányok hallgatnak
  - Férfi főszereplő: Maynard Eziashi – Mr. Johnson
  - Női főszereplő: Victoria Abril – Amantes
- Velencei Nemzetközi Filmfesztivál (szeptember 3–14)
  - Arany Oroszlán: Urga
  - Rendező: Terry Gilliam – A halászkirály legendája
  - Férfi főszereplő: Jeremy Irons
  - Női főszereplő: Tilda Swinton – II. Edward
- 1991-es Magyar Filmszemle

## Születések
- január 18. – Britt McKillip, színésznő, énekes
- február 10. – Emma Roberts, színésznő
- február 17. – Bonnie Wright, színésznő
- április 4. – Jamie Lynn Spears, színésznő

## Halálozások
- január 19. – John Russell, színész
- február 6. – Danny Thomas, énekes, színész
- március 18. – Vilma Banky, színésznő
- március 27. – Aldo Ray, színész
- április 10. – Natalie Schafer, színésznő
- május 1. – Richard Thorpe, rendező
- június 3. – Eva Le Gallienne, színésznő
- június 14. – Peggy Ashcroft, színésznő
- június 19. – Jean Arthur, színésznő
- július 1. – Michael Landon, színész
- július 2. – Lee Remick, színésznő
- július 8. – James Franciscus, színész
- augusztus 16. – Luigi Zampa, rendező
- augusztus 22. – Colleen Dewhurst, színésznő
- augusztus 25. – Itaco Nardulli, színész
- szeptember 3. – Frank Capra, rendező
- szeptember 8. – Brad Davis, színész
- szeptember 24. – Dr. Seuss, író
- szeptember 25. – Viviane Romance, színésznő
- november 2. – Irwin Allen, producer, rendező
- november 5. – Fred MacMurray, színész
- november 6. – Gene Tierney, színésznő
- november 9. – Yves Montand, színész
- november 23. – Klaus Kinski, színész
- november 29. – Ralph Bellamy, színész
- december 12. – Eleanor Boardman, színésznő
- december 28. – Cassandra Harris, színésznő